# Tournoi de tennis de São Paulo
Le tournoi de tennis de São Paulo est un tournoi de tennis masculin et féminin des circuits professionnel WTA et ATP Challenger qui se joue sur terre battue en extérieur.
Le tournoi masculin est organisé sur le circuit Challenger pour la première fois en 2013. Il est créé sur le circuit féminin en 2025 pour rejoindre les tournois classés en WTA 250.

## Palmarès dames

### Simple
| No  | Date       | Nom et lieu du tournoi    | Catégorie      | Dotation       | Surface        | Vainqueure     | Finaliste      | Score          |                |
| --- | ---------- | ------------------------- | -------------- | -------------- | -------------- | -------------- | -------------- | -------------- | -------------- |
| (I) | 2013       | São Paulo Open, São Paulo | ITF            | 10 000 $       | Terre (ext.)   | Bianca Botto   | Gabriela Cé    | 7–62, 5–7, 6–2 |                |
|     | 2014-2023  | Pas de tournoi            | Pas de tournoi | Pas de tournoi | Pas de tournoi | Pas de tournoi | Pas de tournoi | Pas de tournoi | Pas de tournoi |
| 1   | 08-09-2025 | São Paulo Open, São Paulo | WTA 250        | 275 094 $      | Dur (ext.)     |                |                | NC             | Tableau        |

### Double
| No  | Date       | Nom et lieu du tournoi   | Catégorie      | Dotation       | Surface        | Vainqueures                     | Finalistes                   | Score          |                |
| --- | ---------- | ------------------------ | -------------- | -------------- | -------------- | ------------------------------- | ---------------------------- | -------------- | -------------- |
| (I) | 2013       | São Paulo Open São Paulo | ITF            | 10 000 $       | Terre (ext.)   | Laura Pigossi Carolina Zeballos | Nathália Rossi Luisa Stefani | 6–3, 6–4       |                |
|     | 2014-2023  | Pas de tournoi           | Pas de tournoi | Pas de tournoi | Pas de tournoi | Pas de tournoi                  | Pas de tournoi               | Pas de tournoi | Pas de tournoi |
| 1   | 08-09-2025 | São Paulo Open São Paulo | WTA 250        | 275 094 $      | Dur (ext.)     |                                 |                              | NC             | Tableau        |

## Palmarès messieurs

### Simple
| No | Date       | Nom et lieu du tournoi                        | Catégorie      | Dotation       | Surface        | Vainqueur             | Finaliste                | Score          |                |
| -- | ---------- | --------------------------------------------- | -------------- | -------------- | -------------- | --------------------- | ------------------------ | -------------- | -------------- |
| 1  | 29-07-2013 | São Paulo Challenger de Tenis, São Paulo      | Challenger     | 50 000 $       | Terre (ext.)   | Alejandro González    | Eduardo Schwank          | 5-7, 6-0, 6-1  |                |
| 2  | 14-04-2014 | São Paulo Challenger de Tenis, São Paulo      | Challenger     | 40 000 $       | Terre (ext.)   | Rogério Dutra Silva   | Blaž Rola                | 6–4, 6–2       |                |
| 3  | 27-04-2015 | São Paulo Challenger de Tenis, São Paulo      | Challenger     | 50 000 $       | Terre (ext.)   | Guido Pella           | Christian Lindell        | 7–5, 7–61      |                |
| 4  | 18-04-2016 | São Paulo Challenger de Tenis, São Paulo      | Challenger     | 50 000 $       | Terre (ext.)   | Gonzalo Lama          | Ernesto Escobedo         | 6–2, 6–2       |                |
| 5  | 02-10-2017 | São Paulo Challenger de Tenis, Campinas       | Challenger     | 50 000 $       | Terre (ext.)   | Gastão Elias          | Renzo Olivo              | 3–6, 6–3, 6–4  |                |
|    | 2018-2019  | Pas de tournoi                                | Pas de tournoi | Pas de tournoi | Pas de tournoi | Pas de tournoi        | Pas de tournoi           | Pas de tournoi | Pas de tournoi |
| 6  | 23-11-2020 | São Paulo Open Tennis, São Paulo              | Challenger     | 50 000 $       | Terre (ext.)   | Felipe Meligeni Alves | Frederico Ferreira Silva | 6–2, 7–61      |                |
| 7  | 29-11-2021 | Dove Men+Care Challenger São Paulo, São Paulo | Challenger     | 52 080 $       | Terre (ext.)   | Juan Pablo Ficovich   | Luciano Darderi          | 6–3, 7–5       |                |

### Double
| No | Date       | Nom et lieu du tournoi                        | Catégorie      | Dotation       | Surface        | Vainqueurs                                | Finalistes                           | Score            |                |
| -- | ---------- | --------------------------------------------- | -------------- | -------------- | -------------- | ----------------------------------------- | ------------------------------------ | ---------------- | -------------- |
| 1  | 29-07-2013 | São Paulo Challenger de Tenis, São Paulo      | Challenger     | 50 000 $       | Terre (ext.)   | Fernando Romboli Eduardo Schwank          | Marcelo Arévalo Nicolás Barrientos   | 6–7, 6–4, [10–8] |                |
| 2  | 14-04-2014 | São Paulo Challenger de Tenis, São Paulo      | Challenger     | 40 000 $       | Terre (ext.)   | Guido Pella Diego Schwartzman             | Máximo González Andrés Molteni       | 1–6, 6–3, [10–4] |                |
| 3  | 27-04-2015 | São Paulo Challenger de Tenis, São Paulo      | Challenger     | 50 000 $       | Terre (ext.)   | Chase Buchanan Blaž Rola                  | Guido Andreozzi Sergio Galdós        | 6-4, 6-4         |                |
| 4  | 18-04-2016 | São Paulo Challenger de Tenis, São Paulo      | Challenger     | 50 000 $       | Terre (ext.)   | Fabrício Neis Caio Zampieri               | José Pereira Alexandre Tsuchiya      | 6–4, 7–63        |                |
| 5  | 02-10-2017 | São Paulo Challenger de Tenis, Campinas       | Challenger     | 50 000 $       | Terre (ext.)   | Máximo González Fabrício Neis             | Gastão Elias José Pereira            | 6-1, 6-1         |                |
|    | 2018-2019  | Pas de tournoi                                | Pas de tournoi | Pas de tournoi | Pas de tournoi | Pas de tournoi                            | Pas de tournoi                       | Pas de tournoi   | Pas de tournoi |
| 6  | 23-11-2020 | São Paulo Open Tennis, São Paulo              | Challenger     | 50 000 $       | Terre (ext.)   | Luis David Martínez Felipe Meligeni Alves | Rogério Dutra Silva Fernando Romboli | 6–3, 6–3         |                |
| 7  | 29-11-2021 | Dove Men+Care Challenger São Paulo, São Paulo | Challenger     | 52 080 $       | Terre (ext.)   | Nicolás Barrientos Alejandro Gómez        | Rafael Matos Felipe Meligeni Alves   | Forfait          |                |